# Biały pałac
Biały pałac (ang. White Palace) – amerykański melodramat z 1990 roku w reżyserii Luisa Mandokiego, na podstawie powieści
Glenna Savana pod tym samym tytułem.
Zdjęcia kręcono w Saint Louis.

## Opis fabuły
Max i Janey uchodzą za idealną parę. Pracownik agencji reklamowej jest zakochany po uszy w pięknej, młodej kobiecie. Wszystko diametralnie się zmienia, kiedy Janey ginie w wypadku samochodowym. Zrozpaczony Max nie może pogodzić się ze stratą miłości swego życie. Swoje smutki zaczyna topić w alkoholu, przesiadując przez większość czasu w obskurnym barze o nazwie "Biały Pałac". Właśnie w tym miejscu pracuje kobieta doświadczona przez los o imieniu Nora, która niedawno straciła ukochanego syna. Dwoje życiowych rozbitków łączy najpierw alkohol, a później seks, który stopniowo przeradza się w miłość.

## Obsada aktorska
- Susan Sarandon (Nora Baker)
- James Spader (Max Baron)
- Jason Alexander (Neil Horowitz)
- Kathy Bates (Rosemary)
- Eileen Brennan (Judy)
- Steven Hilliard Stern (Sol Horowitz)
- Rachel Chagall (Rachel Horowitz)
- Corey Parker (Larry Klugman)
- Renée Taylor (Edith Baron)
- Jonathan Penner (Mary Miller)
- Jeremy Piven (Kahn)
- Mitzi McCall (Sophie Rosen)
- Maria Pitillo (Janey)
- William Oberbeck (Eddie Lobodiak)
- Fannie Belle Lebby (Marcia)
- inni

## Nagrody i nominacje
Złote Globy 1990
- Najlepsza aktorka dramatyczna - Susan Sarandon (nominacja)